# 诸公井亭
			东山镇						
诸公井亭位于江苏省苏州市西南郊吴中区东山镇西街庙渎弄口沿街。井在亭中，井成于明代，亭建于清代。明嘉靖二十四年（1545年）大旱，太湖涸，里中父老捐金挖井，以解东山居民水荒，命名为“诸公井”。亭内供奉刘猛将像祭祀。。1982年3月25日公布为江苏省文物保护单位。